# 蔣曉薇
蔣曉薇，香港作家、語文教師，先後於香港中文大學取得中國語文及文學學士學位和相互文化研究文學碩士學位，著有小說《家•寶》(2016)、《幻愛》（《幻愛》電影改編小說）（2020）、《秋鯨擱淺》(2020)，其中 《幻愛》一作曾榮獲香港教育城第18屆「十本好讀」中學生最愛書籍的第1位。
2024年7月，香港書展選定以「影視文學」為年度主題，當中將蔣曉薇選為「年度主題推介作家」之一。 